# Rathvilly
Rathvilly (en irlandais :Ráth Bhile, ringfort de l'arbre sacré) est un village dans le comté de Carlow et la province du Leinster, en Irlande.

## Géographie
Le village est situé sur la rivière Slaney près de la frontière avec le comté de Wicklow, à 11 km de Tullow. Il se trouve également sur la route nationale N81. 
La région abrite le siège familial du Baron Rathdonnell. 
Rathvilly a remporté l'Irish Tidy Towns Competition à trois reprises : 1961, 1963 et 1968.

## Histoire
Au centre du village, une statue est dédiée à Kevin Barry, un citoyen de 18 ans, qui s'est battu pour la liberté avant 1920. Il a été capturé par les Britanniques et pendu dans la prison de Mountjoy le 1er novembre 1920.

## Lieux et monuments
Rathvilly Moat, une structure médiévale, se trouve à un kilomètre du village sur la route de Hacketstown.
Lisnavagh House se trouve juste à l'extérieur du village de Rathvilly.
Une petite motte castrale d'une dizaine de mètres se trouve à environ 1 km à l'est de Rathvilly. Construite par les Normands au XIIe siècle, selon une légende, elle aurait été érigée à l'emplacement de l'ancienne résidence du roi Crimthann mac Énnai († 483).

## Sports
Le Rathvilly GAA est l’un des rares clubs du comté de Carlow à pouvoir constamment défier la domination des clubs de la ville de Carlow, Éire Óg et O'Hanrahans.
Les couleurs vert et or ornent le maillot de l'association d'athlétisme gaélique du village. L'équipe fanion a  été championne de football senior 8 fois dans son histoire. La plus récente victoire en tant que champion remonte à 2014. 
Brendan Murphy de Rathvilly a représenté son pays dans la série annuelle AFL à plusieurs reprises. En 2015, l'une des meilleures équipes de Rathvilly a remporté le championnat des moins de 16 ans de Carlow A. 
En 2013, l'équipe junior-A de Rathvilly a réussi le doublé en remportant les finales du championnat et de la ligue.

## Transports
La gare de Rathvilly ouvre le 1er juin 1886, elle ferme au trafic de passagers le 27 janvier 1947 et  définitivement le 1er avril 1959.

## Jumelages
Fourchambault (France) depuis 1998.

## Galerie

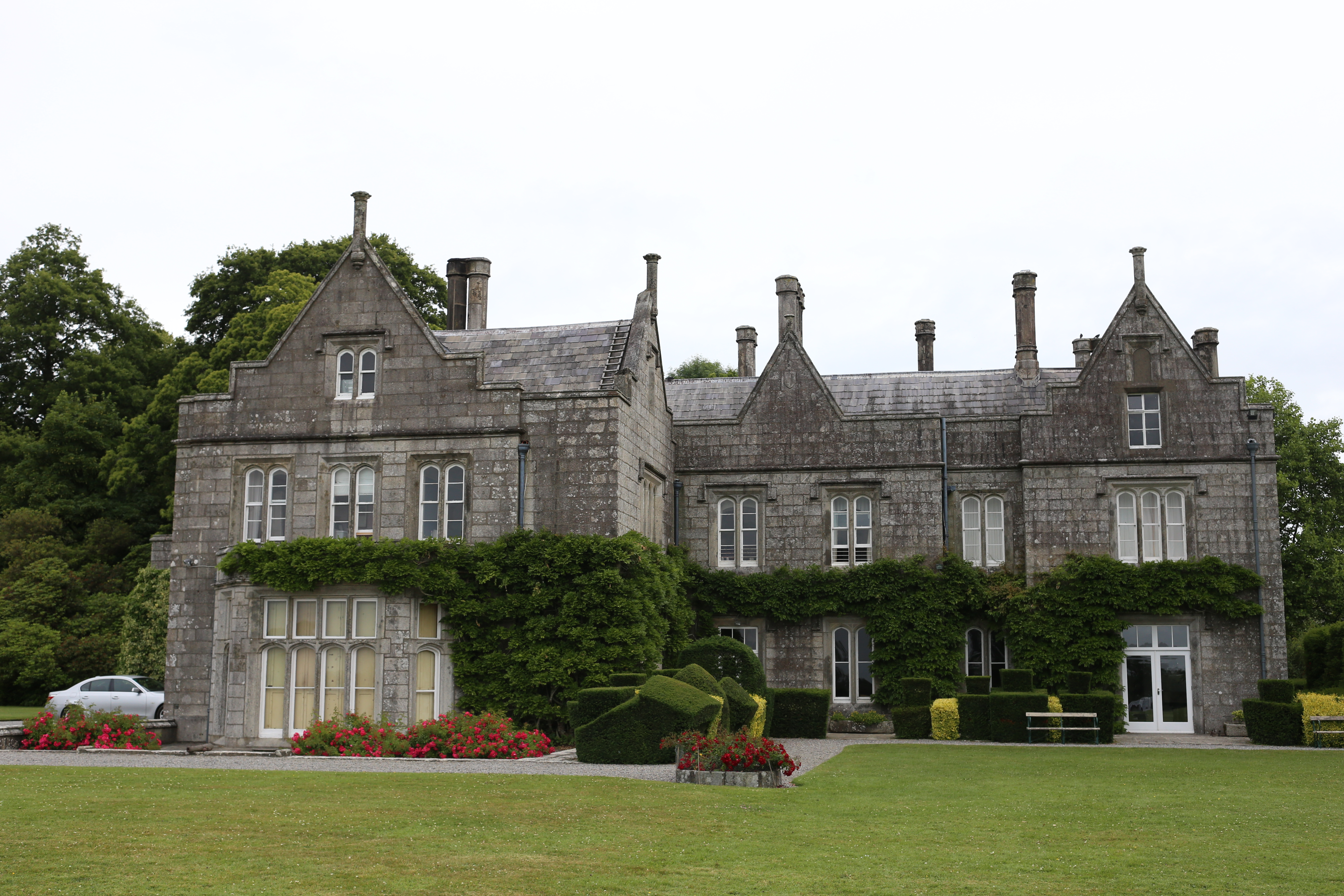
Lisvanagh House.
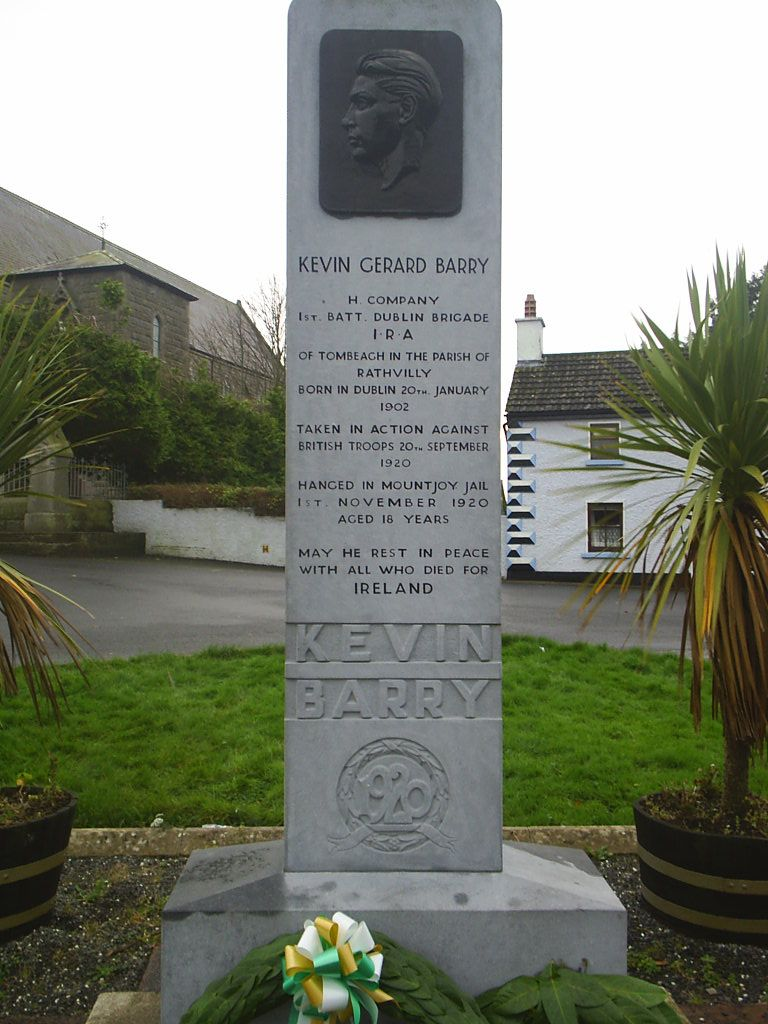
Monument dédié à Kevin Barry.
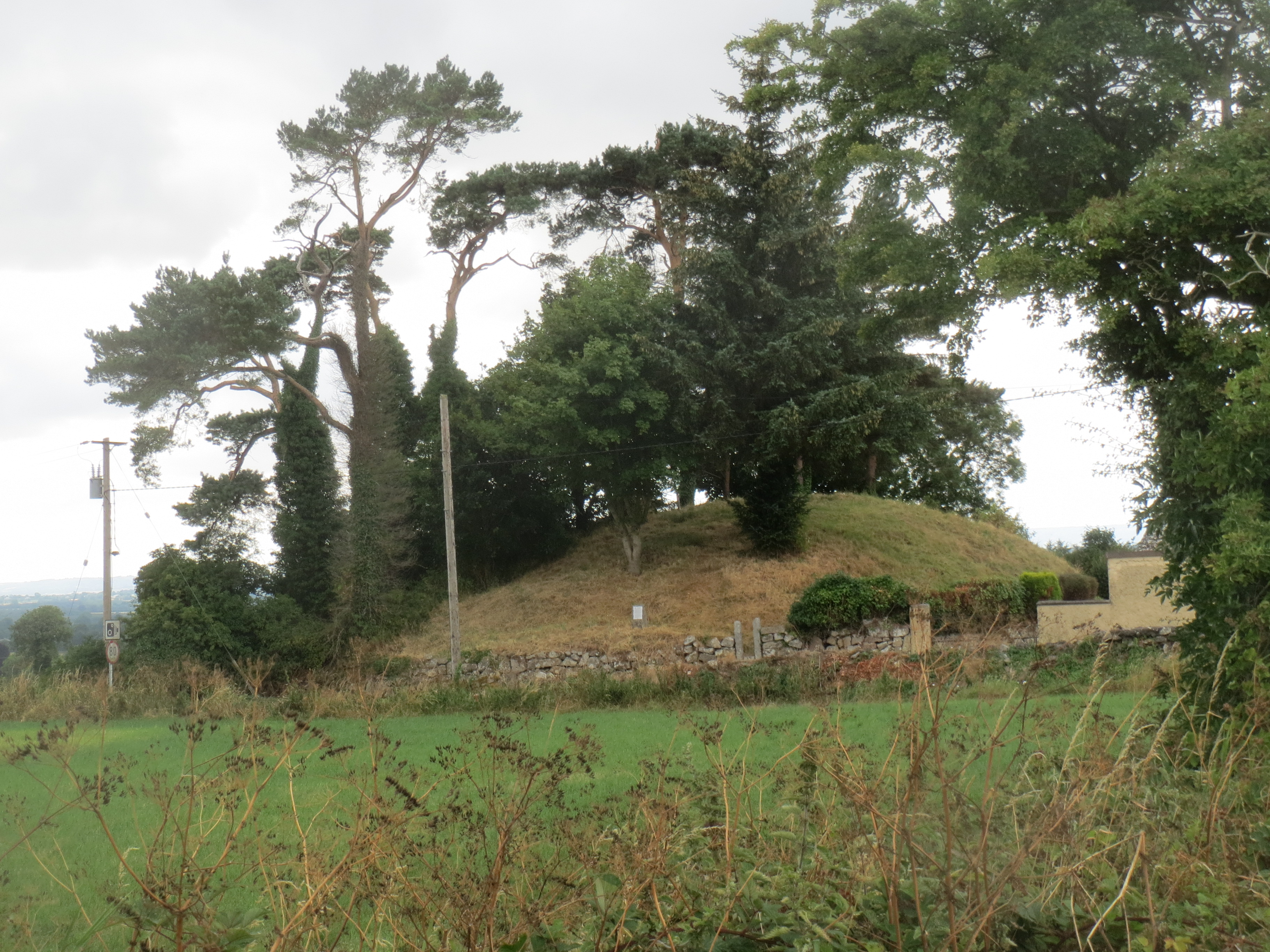
Motte castrale de Rathvilly.